# Ferenc Szurovy
Ferenc Szurovy, též František Surový (* 14. září 1944), byl slovenský a československý politik maďarské národnosti, po sametové revoluci poslanec Sněmovny národů za Maďarské křesťanskodemokratické hnutí.

## Biografie
Ve volbách roku 1990 zasedl do slovenské části Sněmovny národů (volební obvod Středoslovenský kraj) za Maďarské kresťanskodemokratické hnutie, respektive za koalici hnutí Együttélés a Maďarského křesťanskodemokratického hnutí. Ve Federálním shromáždění setrval do října 1990, kdy na mandát poslance rezignoval.